# 25-та моторизована дивізія (Третій Рейх)
25-та моторизована дивізія (Третій Рейх) (нім. 25. Infanterie-Division (mot) — моторизована дивізія Вермахту за часів Другої світової війни. 23 червня 1943 дивізія була переформована на 25-ту панцергренадерську дивізію.

## Історія
25-та моторизована дивізія була створена 15 листопада 1940 шляхом переформування 25-ї піхотної дивізії.

## Райони бойових дій
- Німеччина (листопад 1940 — червень 1941);
- СРСР (південний напрямок) (червень — вересень 1941);
- СРСР (центральний напрямок) (вересень 1941 — червень 1943).

## Командування

### Командири
- генерал-лейтенант Еріх-Генріх Клосснер (нім. Heinrich Clößner) (15 листопада 1940 — 15 січня 1942);
- генерал-майор Зігфрід Генріці (нім. Sigfrid Henrici) (15 січня — 4 лютого 1942, ТВО);
- оберст, з 1 квітня 1942 генерал-майор, з 1 січня 1943 генерал-лейтенант Антон Грассер (нім. Anton Grasser) (4 лютого 1942 — 23 червня 1943).

## Нагороджені дивізії
Нагороджені дивізії
Нагороджені Сертифікатом Пошани Головнокомандувача Сухопутних військ для військових формувань Вермахту за збитий літак противника
- 16 травня 1942 — 3-тя рота 25-го інженерного моторизованого батальйону за дії 16 грудня 1941 (79).

|  | Кавалери Нагрудного знаку ближнього бою в золоті                                                           | 1 |
|  | Кавалери Золотого Німецького Хреста                                                                        | 110 |
|  | Кавалери Лицарського хреста Залізного хреста з Дубовим листям                                              | 3 (№ 344 генерал-лейтенант Антон Грассер — 05.12.1943 № 425 гауптман Йозеф-Вільгельм Реттемаєр — 13.03.1944 № 715 оберст-лейтенант Карл Прелль — 25.01.1945) |
|  | Кавалери Лицарського хреста Залізного хреста                                                               | 29 |
|  | Кавалери Почесної відзнаки Сухопутних військ «Почесна застібка на орденську стрічку для Сухопутних військ» | 44 |

- Нагороджені Сертифікатом Пошани Головнокомандувача Сухопутних військ (6)
- Нагороджені Сертифікатом Пошани Головнокомандувача Сухопутних військ за збитий літак противника (1)